# Аллелопатия
Аллелопа́тия (от др.-греч. ἀλλήλων (allelon) — взаимно и πάθος (pathos) — страдание) — свойство одних организмов (микроорганизмов, грибов, растений, животных) выделять химические соединения, которые тормозят или подавляют развитие других. Также иногда под аллелопатией понимают как отрицательные, так и положительные взаимодействия между растениями в фитоценозах.
Различают четыре группы веществ, ответственных за аллелопатию:
- антибиотики — выделяются микроорганизмами, служат для подавления жизнедеятельности других микроорганизмов;
- маразмины — выделяются микроорганизмами, служат для подавления жизнедеятельности высших растений;
- фитонциды — выделяются высшими растениями, служат для подавления жизнедеятельности микроорганизмов;
- колины — выделяются высшими растениями, служат для подавления жизнедеятельности других высших растений[1].

Аллелопатию можно рассматривать как форму экологической конкуренции между организмами в биоценозах.
В практическом плане изучение аллелопатии имеет важное сельскохозяйственное значение. Кроме того, это явление следует учитывать при составлении букетов.
Термин «аллелопатия» используется также при страховании — так называют взаимное влияние перевозимых растительных грузов. Аллелопатия с точки зрения страхования является фактором повышенного риска.
В СССР аллелопатия растений активно разрабатывалась в трудах академика АН УССР А. М. Гродзинского и его ученика профессора Н. М. Матвеева.